# Roberto Quaglia

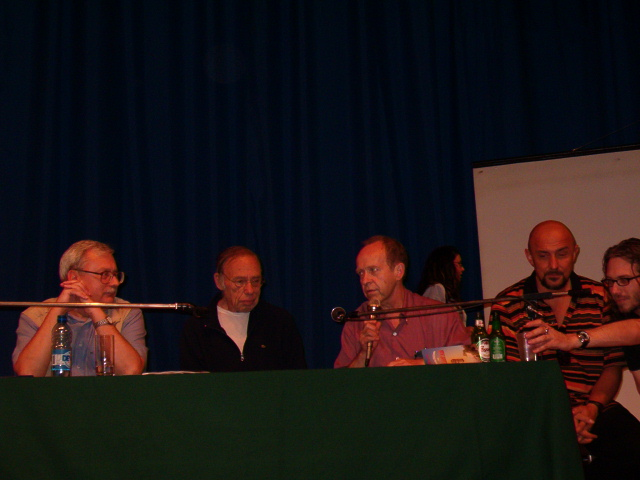
Eurocon 2004, în imagine: Andrzej Sapkowski, Robert Sheckley, Ian Watson, Roberto Quaglia și Patrick Giger

Roberto Quaglia (n. 1962) este un scriitor italian de literatură științifico-fantastică. Multe din lucrările sale au fost traduse și publicate în România, iar unele au fost traduse și în engleză, rusă, cehă, maghiară sau olandeză.

## Lucrări

### Romane
- Pane burro e paradossina Volumul I (1985) și Volumul II (1999), prefață Robert Sheckley, publicată în limba română de Editura Nemira în 1999. Publicat în limba engleză de Immanion Press în 2009 cu titlul Paradoxine: The Adventures of James Vagabond[2] ISBN 1-904853-67-6 - ISBN 978-1-904853-67-1
- Il Vagabondo dell'Etere (1990), publicată în limba română de Editura Nemira în 1994.

### Alte opere
- Somebody up there is lusting for me (1992) în limba engleză
- The future of science fiction (1995) eseu în limba engleză
- Dio S.r.l. (1998)
- Pensiero stocastico (1993)
- Tutto quello che sai è falso (2003)
- Il Mito dell'11 settembre e l'Opzione Dottor Stranamore (2006)
- The Beloved of My Beloved[3] (2006), colecție de povestiri scurte scrise împreună cu Ian Watson publicată de NewconPress - ISBN 978-0-9555791-8-9, ISBN 978-0-9555791-8-6

## Traduceri în română
- 1994: Vagabondul interspațial, roman, Ed.Nemira. ISBN 973-569-30-6
- 1998: God Ltd (italiană: Dio S.r.l.) – colecție de povestiri scurte, Ed.Nemira.
- 2004: Gândirea scolastică, non-ficțiune, Ed.Nemira.
- 2009: 11 Septembrie, Mitul[4]. Editura Ștefan. ISBN 978-973-118-120-2
- Dio S.R.L., Ed.Nemira.
- Pâine, unt și paradoxină, Ed.Nemira.

## Premii
- Eurocon 2009 - cel  mai bun scriitor european, premiu acordat de European Science Fiction Society
- 2010 - Premiul BSFA pentru povestirea scurtă  "The Beloved Time of Their Life"[5]